# Nanni Balestrini
Nanni Balestrini (Milano, 2 luglio 1935 – Roma, 19 maggio 2019) è stato un poeta, scrittore, saggista e artista italiano.

## Biografia
Fu parte integrante della neoavanguardia e di quel gruppo di scrittori sperimentali riuniti in seno all'antologia I Novissimi, precursori poi del Gruppo 63.
La sua vasta produzione comprende, fra l'altro, poesie sperimentali e romanzi politicamente impegnati riguardanti le lotte degli anni sessanta e gli anni di piombo.
Nel 1968 fu membro fondatore del gruppo di Potere Operaio; nel 1976 uno dei principali sostenitori dell'Autonomia Operaia.
Nel 1979, a seguito dell'ondata di arresti che portarono al discusso "Processo 7 aprile" a carico dei presunti capi delle organizzazioni sovversive, evitò il carcere rifugiandosi in Francia e poi in Germania.. Nel 1984, riconosciuto non colpevole, ritornò in Italia.
Sugli argomenti degli anni settanta scrisse anche il saggio L'orda d'oro in collaborazione con Primo Moroni (Sugarco 1988), saggio ristampato più volte da Feltrinelli con l'aggiunta di ulteriori contributi di Umberto Eco, Toni Negri, Rossana Rossanda e molti altri.
Contribuì alla nascita delle riviste Il Verri, Quindici, Alfabeta, Zoooom e Azimuth.
Importante anche il suo contributo di "poesia totale" nel campo dell'arte visiva.
Si spense a Roma, dopo una breve malattia, il 19 maggio 2019, a 83 anni.

## Opere

### Poesia
- Il sasso appeso, Scheiwiller, 1961
- Tape Mark 1, 1961
- Come si agisce, Feltrinelli, 1963
- Ma noi facciamone un'altra, Feltrinelli, 1966
- Poesie pratiche, antologia 1954-1969, Einaudi, 1976
- Le ballate della signorina Richmond, Coop. Scrittori, 1977
- Blackout (riedito da DeriveApprodi, 2001, e con La violenza illustrata 2009)
- Ipocalisse, Scheiwiller, 1986
- Il ritorno della signorina Richmond, Becco giallo, 1987
- Osservazioni sul volo degli uccelli, poesie 1954-56, Scheiwiller, 1988
- Il pubblico del labirinto, Scheiwiller, 1992
- Estremi rimedi, Manni, 1995
- Nanni Balestrini, Le avventure complete della signorina Richmond, su nannibalestrini.it, Testo&Immagine, 1999. URL consultato il 18 dicembre 2009 (archiviato dall'url originale il 27 aprile 2009).
- Nanni Balestrini, Elettra, su nannibalestrini.it, Luca Sossella, 2001, ISBN 88-87995-28-1. URL consultato il 18 dicembre 2009 (archiviato dall'url originale il 18 febbraio 2010). (CD audio e un libro di 64 pagine)
- Tutto in una volta, antologia 1954-2003, Edizioni del Leone, 2003
- Sfinimondo, Bibliopolis, 2003, pag. 94, ISBN 88-7088-439-2
- Sconnessioni, Roma, Fermenti, 2008
- Blackout e altro, Roma, DeriveApprodi, 2009
- Lo sventramento della storia, Roma, Polìmata, 2009
- Contromano, Viareggio, Diaforia e Cinquemarzo, 2015
- Come si agisce e altri procedimenti. Poesie complete volume primo (1954-1969), DeriveApprodi, 2015
- Le avventure complete della signorina Richmond e Blackout. Poesie complete. Volume II (1972-1989), DeriveApprodi, 2017
- Caosmogonia e altro. Poesie complete. Volume terzo (1990-2017), DeriveApprodi, 2018

### Narrativa
- Tristano, Feltrinelli 1964 (nuova edizione Tristano, romanzo multiplo in copie tutte differenti, DeriveApprodi 2007)
- Vogliamo tutto, Feltrinelli 1971 (rist. DeriveApprodi 2004)
- La violenza illustrata, Einaudi 1976 (rist. DeriveApprodi 2010)
- Gli invisibili, Bompiani 1987 (rist. DeriveApprodi 2005)
- L’editore, Bompiani 1989 (rist. DeriveApprodi 2006)
- I furiosi, Bompiani 1994 (rist. DeriveApprodi 2004)
- Una mattina ci siam svegliati, Baldini&Castoldi, 1995
- La Grande Rivolta, Bompiani, 1999 (comprende Vogliamo tutto, Gli invisibili, L’editore)
- Sandokan, storia di camorra, Einaudi 2004 (rist. DeriveApprodi 2009)
- Liberamilano seguito da Una mattina ci siam svegliati, DeriveApprodi, 2011
- Girano voci. Tre storie, Frullini, 2012
- Carbonia. Eravamo tutti comunisti, Bompiani, 2013
- La nuova violenza illustrata, Bollati Boringhieri, 2019

### Racconti
- Disposta l'autopsia dell'anarchico morto dopo i violenti scontri di Pisa, in Paola Staccioli. In ordine pubblico. Roma, 2002. pp. 25–31.

### Altre opere
- Gruppo 63, antologia, (con Alfredo Giuliani), Feltrinelli, 1964
- Gruppo 63. Il romanzo sperimentale, Feltrinelli, 1965
- L'Opera di Pechino, (con Letizia Paolozzi), Feltrinelli, 1966
- L'orda d'oro, (con Primo Moroni), Sugarco, 1988; Feltrinelli, 1997, 2003.
- Gruppo 63, L'Antologia, (con Alfredo Giuliani), Testo&Immagine, 2002
- Parma 1922, radiodramma, DeriveApprodi, 2002
- Trasformazioni (Progetto visivo) di Nanni Balestrini e Ludovico Codella, 2004
- Qualcosapertutti. Collage degli anni '60, Il canneto editore, 2010
- Tristanoil (con Giacomo Verde), Il canneto editore, 2013

## Mostre
- Con gli occhi del linguaggio, Milano, Fondazione Mudima, 16 maggio - 6 giugno 2006.
- Balestrini. Oltre la poesia Museion, Bolzano, 15 novembre 2014 – 22 febbraio 2015. A cura di Andreas Hapkemeyer.
- dOCUMENTA 13 con Giacomo Verde, Kassel, 9 giugno al 16 settembre 2012.
- Cent'anni di scrittura visuale in Italia 1912-2012 - I Classici (mostra dedicata agli artisti che parteciparono nel 1973 alla mostra organizzata da Luigi Ballerini alla GAM di Torino con il titolo Scrittura visuale in Italia 1912 - 1972), Museo della Carale Accattino, Ivrea, 2012.
- La Tempesta perfetta, Roma, MACRO, 2 Febbraio - 17 Aprile 2017.
- Ottobre rosso, Milano, Fondazione Mudima, 25 Ottobre - 10 Novembre 2017.
- Ce n'è per tutti, Bologna, AF Gallery, 26 Gennaio - 22 Marzo 2019, testo critico di Andrea Cortellessa
- Una lunga primavera, Bologna, AF Gallery, 6 Febbraio - 30 Maggio 2025, a cura di Marco Scotini

## Approfondimenti
- W. Anselmi, Tecnica per un blackout del presente, in "Quaderni d'Italianistica", n.1, 2001
- N. Balestrini, Prendiamoci tutto. Conferenza per un romanzo: letteratura e lotta di classe, Milano, Feltrinelli, 1972
- C. Brancaleoni, (a cura di), Dalla neoavanguardia al postmoderno. Intervista a Nanni Balestrini, in "Allegoria", a. XV, n. 45, 2003
- C. Brancaleoni, L'epica eroicomica de "I furiosi" di Nanni Balestrini, in "Allegoria", a. XVI, n. 48, 2004
- C. Brancaleoni, Gli esordi della neoavanguardia. La poetica 'novissima' di Nanni Balestrini, in "Allegoria", a. XVII, n. 50-51, 2005
- C. Brancaleoni, Il giorno dell'impazienza. Avanguardia e realismo nell'opera di Nanni Balestrini, Manni, Lecce 2009.
- A. Cortellessa, Nanni Balestrini medioevo passato prossimo, in Id. La fisica del senso. Saggi e interventi su poeti italiani dal 1940 a oggi, Roma, Fazi, 2005
- B. Della Gala, Una macchina mitologica del '68. Nanni Balestrini e il rituale della «Grande Rivolta», Ravenna, Giorgio Pozzi Editore, 2021.
- P. Fabbri, Eterografie di Nanni Balestrini, in N. Balestrini Con gli occhi del linguaggio, catalogo della mostra, Roma, DeriveApprodi, 2006
- M. Gemelli e F. Piemontese (a cura di), L'invenzione della realtà. Conversazioni su letteratura e altro con N. Balestrini e altri, Napoli, Guida, 1994
- A. Loreto, La sindrome di Rorschach e la griglia dell'originalità, in "il verri", n. 36, 2008
- A. Loreto, Milanesi in rivolta, in "il verri", n. 37, 2008
- A. Loreto, Retorica dell'avanguardia, in "Letteratura e Letterature", n. 3, 2009
- A. Loreto, L'emendamento delle cose guaste. Balestrini etico ed epico a partire da "Il sasso appeso", in "L'Ulisse", n. 14, 2011
- A. Loreto, Stile liberato, postfazione a N. Balestrini, Liberamilano, Roma, DeriveApprodi, 2011
- A. Loreto, Novissime questioni linguistiche (e morali), in "il verri", n. 47, 2011
- A. Loreto, Dialettica di Nanni Balestrini. Dalla poesia elettronica al romanzo operaista, Milano-Udine, Mimesis, 2015
- N. Merola, La parola selvaggia. Balestrini 1971, in "Filologia antica e moderna", n. 18, 2000
- T. Ottonieri, IV tempi per Nanni, in "Resine. Quaderni liguri di cultura", n. 132-133, 2012 (numero speciale: Materiali immagini parole per Nanni Balestrini; contributi critici e di testimonianza, nell'ordine: P.L. Ferro, N. Lorenzini, F. Muzzioli, S. Stefanelli, A. Guglielmi, U. Eco, A. Arbasino, F. Berardi Bifo, G. Daghini, F. Leonetti, T.Ottonieri, A. Loreto, P. Bertetto, R. Perna, M. Manfredini, A. Tosatti, C. Panella)
- T. Ottonieri, Dovuto a Nanni. (Tra senso della fine e opera-movimento), in "Between", Vol.10, N.19, 2020 (numero monografico su Le culture del dissenso in Europa nella seconda metà del Novecento, a cura di C.Pieralli e T.Spignoli).
- F. Petroni, Il "Sandokan" di Balestrini, in "Allegoria", a. XVIII, n. 50-51, 2005
- G.P. Renello, Taglio e combinazione. le tecniche della scrittura in Nanni Balestrini, in "Rassegna europea di letteratura italiana", n. 1, 1993
- G.P. Renello, I labirinti di Balestrini, in "Il Verri", n. 3-4, 1993
- G.P. Renello, Postfazione a "La violenza illustrata seguita da Blackout", Roma, Deriveapprodi, 2001
- G.P. Renello, Postfazione a "Blackout e altro", Roma, Deriveapprodi, 2009
- G.P. Renello, Ars poetica, Ars combinatoria. Studio su Tristano 1966 e Tristano 2007 di Nanni Balestrini, in "Poetiche", vol. 11, n. 2-3, 2009
- G.P. Renello, Machinae. Studi sulla poetica di Nanni Balestrini, Bologna, CLUEB, 2010
- E. Sanguineti, Come agisce Balestrini (1963), in Id. Ideologia e linguaggio, nuova edizione, Milano, Feltrinelli, 2001
- A. Tricomi, Balestrini, epico avanguardista, in "Allegoria", a. XIX, n. 52-53, 2006
- L. Weber, Con onesto amore di degradazione. Romanzi sperimentali e d'avanguardia nel secondo Novecento italiano, Bologna, il Mulino, 2007
- INCONTROTESTO intervista Nanni Balestrini con introduzione di Marianna Marrucci, in Atti di INCONTROTESTO. Ciclo di incontri su e con scrittori del Novecento e contemporanei, Siena, ottobre-novembre 2011, Pisa, Pacini editore, 2011, pp. 51–59.[6]
- A.Galgano, Lo strappo sonoro di Nanni Balestrini, in Lo splendore inquieto, Aracne, Roma 2018, pp. 51–58.

La rivista "il verri" ha pubblicato un numero monografico dal titolo "Attività combinatorie. A partire dal Tristano di Balestrini" (anno LIII, n. 38 - ottobre 2008) contenente i seguenti saggi:
- G. Anceschi - P. Fabbri - G. Mossetto, Convegno a Venezia
- U. Eco, Presentazione del "Tristano" alla Libreria Feltrinelli di Milano
- A. Cortellessa, La riscossa di Frenhofer
- N. Lorenzini, L'effetto C da Capriccio italiano a Tristano
- G. Anceschi, Balestrini e le combinazioni volute
- M. Graffi, Diario di lettura
- G. Policastro, "Sono hegelianamente morto": Tristano e la critica inutile
- A. Loreto, Prima del "Roman de Tristan"
- L. Weber, Nessuno su centonovemila miliardi: il "Tristano" di Nanni Balestrini
- A. Valle, "Scrivere con la sinistra è disegnare". Su grafie e notazioni
- M. Emmer, Ars combinatoria, ars mathematica
- M.G. Losano, Come difendere i prototipi letterari prodotti in serie